# Sebastiano Mottura
(Sebastiano Mottura, Sulla Formazione Terziaria)
Sebastiano Mottura (Villafranca Piemonte, 4 marzo 1831 – Villafranca Piemonte, 2 dicembre 1897) è stato un geologo e ingegnere italiano.
È stato cittadino onorario di Caltanissetta.

## Biografia
Ingegnere piemontese, nel 1862 su incarico del governo del nuovo Regno d'Italia Sebastiano Mottura fondò a Caltanissetta una scuola per i tecnici delle miniere, con il nome di Regia Scuola Mineraria, che diresse tra il 1868 ed il 1875.
Fu direttore del Regio Corpo delle miniere, redasse una carta geologica delle zone minerarie, strumento fondamentale per fare decollare il settore industriale-minerario siciliano.
A lui è dedicata una scuola superiore di Caltanissetta, l'I.I.S.S. Sebastiano Mottura. Annessa alla struttura scolastica vi sono i locali, recentemente inaugurati ed aperti alle visite del pubblico, del museo mineralogico di Caltanissetta. 
Anche il museo è intitolato alla figura di Sebastiano Mottura che ne fu il primo ideatore.

## Opere pubblicate

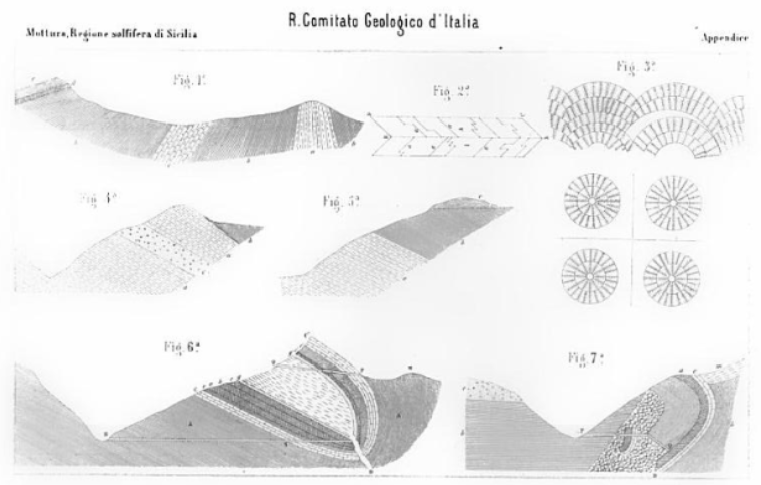
Sulla Formazione Terziaria: Appendice - Tavola geologica

- Sebastano Mottura, Sulla formazione terziaria nella zona solfifera della Sicilia, Firenze, Tipografia di G. Barbera, 1872.
- Sebastiano Mottura, Sulla formazione terziaria della zona zolfifera della Sicilia. Memoria e Appendice., a cura della “Società dei Licenziati della R. Scuola Mineraria di Caltanissetta”, S. Petrantoni Editore, Caltanissetta, 1910, pag. 193, 5 tavv.
- Sebastiano Mottura, Sulle ferrovie proposte per la congiunzione delle linee Palermo-Girgenti e Catania-Licata, Palermo, Tipografia del Giornale di Sicilia, 1878.
- Memorie per servire alla descrizione della carta geologica d'Italia: 1, Tip. G. Barbera, 1871,  pp. 130–.